# Топич, Марко
Ма́рко То́пич (босн. Marko Topić; род. 1 января 1976[…], Оштра-Лука, Босния и Герцеговина) — боснийский футболист, играл на позиции нападающего. Самый результативный босниец в истории чемпионатов России по футболу (36 голов).

## Карьера
Начал играть в футбол с 9 лет.
В 2005 году стал вторым легионером из дальнего зарубежья, сделавшим более одного хет-трика в чемпионатах России (первый — спартаковец Робсон), установил и абсолютное достижение: Топич — первый иностранец, которому удалось оформить хет-трик в первом тайме.
В сезоне 2007 года стал третьим в опросе на звание лучшего игрока «Крыльев Советов». В 2008 году стал лучшим игроком «Сатурна» по опросу болельщиков. Был автором самых красивых голов 21 и 22-го туров чемпионата России 2009 года по версии телепрограммы «Футбол России».